# Cleveland Rockers
Le Cleveland Rockers sono state una delle originali otto squadre di pallacanestro fondatrici della WNBA (Women's National Basketball Association), il campionato professionistico femminile degli Stati Uniti d'America.

## Storia della franchigia
Le Cleveland Rockers vennero fondate nel 1997, agli albori della WNBA.

## Record stagione per stagione
| Disputa Playoff | Campione di Conference | Campione WNBA |

| Stagione          | V   | P   | %    | Playoff                                                         | Risultato                                      |
| ----------------- | --- | --- | ---- | --------------------------------------------------------------- | ---------------------------------------------- |
| Cleveland Rockers |     |     |      |                                                                 |                                                |
| 1997              | 17  | 11  | 60,7 |                                                                 |                                                |
| 1998              | 18  | 12  | 60,0 | Perde le semifinali WNBA                                        | Cleveland 1, Phoenix 2                         |
| 1999              | 18  | 14  | 56,3 |                                                                 |                                                |
| 2000              | 20  | 12  | 62,5 | Vince le semifinali di conference Perde le finali di conference | Cleveland 2, Orlando 1 Cleveland 1, New York 2 |
| 2001              | 21  | 11  | 65,6 | Perde le semifinali di Conference                               | Cleveland 1, Charlotte 2                       |
| 2002              | 18  | 14  | 56,3 |                                                                 |                                                |
| 2003              | 16  | 18  | 47,1 | Perde le semifinali di Conference                               | Cleveland 1, Detroit 2                         |
| Totale            | 108 | 112 | 49,1 |                                                                 |                                                |
| Play-off          | 6   | 9   | 40,0 | 0 Titoli WNBA 0 Titoli di Conference                            | 0 Titoli WNBA 0 Titoli di Conference           |